# الدورة (ساة)

'

تعديل مصدري - تعديل

الدورة هي إحدى قرى عزلة ساه بمديرية ساة التابعة لمحافظة حضرموت، بلغ تعداد سكانها 314 نسمة حسب تعداد اليمن لعام 2004.